# نادي العدالة موسم 2010–11
شاركَ نادي العدالة في دوري الدرجة الأولى السعودي 2010–11 حيثُ خاض 30 مباراةً نجحَ خلالها في حصدِ 32 نقطة فقط ليحتلَّ بذلك المركز الرابع عشر في ترتيب الدوري هابطًا بذلك للدرجة الثانيّة.

## نظرة عامّة
| المنافسة                  | أول مباراة           | آخر مباراة        | الدور الافتتاحي | المركز النهائي    | السجل | السجل | السجل | السجل | السجل | السجل | السجل | السجل   |
| المنافسة                  | أول مباراة           | آخر مباراة        | الدور الافتتاحي | المركز النهائي    | لعب   | ف     | ت     | خ     | له    | عليه  | ف.أ.  | الفوز % |
| ------------------------- | -------------------- | ----------------- | --------------- | ----------------- | ----- | ----- | ----- | ----- | ----- | ----- | ----- | ------- |
| دوري المحترفين            | 23 أيلول/سبتمبر 2010 | 11 أيار/مايو 2011 | الجولة الأولى   | المركز الرابع عشر | 30    | 6     | 12    | 12    | 33    | 41    | −8    | 020٫00  |
| كأس خادم الحرمين الشريفين | –                    | –                 | –               | –                 | 0     | 0     | 0     | 0     | 0     | 0     | +0    | —       |
| المجموع                   | المجموع              | المجموع           | المجموع         | المجموع           | 30    | 6     | 12    | 12    | 33    | 41    | −8    | 020٫00  |

المصدر: المنافسات

## الدوري

### معلومات عامّة
بداية الموسم
بدأ العدالة موسمهِ الجديد بتعادلٍ مخيّبٍ للآمال في ميدانهِ أمام أحد في الجولة الافتتاحيّة من الدوري، تلاها تعادلٌ هو الثاني على التوالي أمام الوطني في ملعب الملك خالد بن عبد العزيز بمدينة تبوك بهدفٍ لمثله. انتفض العدالة في الجولة الثالثة من الدوري حيثُ فاز على الشعلة في الأحساء بهدفٍ نظيفٍ في المبارة التي لُعبت في الرابع عشر من تشرين الأول/أكتوبر 2010.
أول سقوطٍ للعدالة في الدوري كان في الجولة الرابعة حينما هُزم على يدِ نادي هجر بهدفٍ نظيفٍ، ثمّ تعادل في الجولة المواليّة أمام نادي الطائي بهدفٍ لمثله في ملعب الأمير عبد الله بن جلوي، وتعادل في الجولة الموالية خارج أرضهِ أمام العروبة بـ 2 – 2. حقّق العدالةُ انتصارًا مهمًا في الجولة السابعة بثنائيّة نظيفة في شباكِ نادي الجيل الذي ينشطُ في  الأحساء هو الآخر.
عاد العدالة بتعادلٍ ثمينٍ في الجولة الثامنة من أمام نادي الرياض في معقل هذا الأخير داخل العاصمة السعودية بـ 2 – 2، ثم انتصر على نادي حطين بثنائيّة نظيفة، تلاها تعادلٌ في الجولة العاشرة أمامَ نادي ضمك بـ 2 مقابل 2.
في 10 مبارياتٍ خاضها النادي الأحسائي في بداية الدوري، نجحَ العدالة في تحقيقِ ثلاث انتصاراتٍ وتعادل في ستّ مناسبات بينما خسر مباراةً واحدة كانت أمامَ هجر.  تمكّن العدالةُ إذن في حصدِ 15 نقطة من أصلِ 30 ممكنة وهو ما جعله يعتلي جدول ترتيب الدوري ويُنافس – ولو بشكلٍ مؤقّت –  على المراكز المؤهّلة لدوري المحترفين.
منتصف الموسم
دخل العدالةُ منتصف الموسم وعينهُ على مواصلةِ سلسلة النتائج الإيجابيّة فحقّق تعادلًا سلبيًا أمام الأنصار، لكنّه سُرعان ما سقطَ في الجولة الثانيّة عشر أمامَ الخليج في الأحساء بهدفٍ نظيفٍ، وخسر كذلك في الجولة الثالثة عشر في مدينة أبها أمام نادي أبها بـ 3 – 1.
حاول العدالة تدارك هفواته، فعاد من ميدانِ النجمة في عنيزة بتعادلٍ مهمٍ بهدفٍ لمثله، ثمّ تمكّن في الجولة الخامسة عشر من تحقيقِ انتصارٍ مهمٍ على نادي أحد في المدينة المنورة بـ 3 – 1 وهو الذي تعادل معهُ سلبًا في الأحساء. واصلَ العدالة سلسلة نتائجهِ الإيجابيّة بانتصارٍ هو الثاني على التوالي على نادي الوطني بـ 3 – 1 أيضًا.
توقّفت سلسلة النتائج الإيجابيّة التي بدأها العدالة في الجولة السابعة عشر حيثُ خسر أمام الشعلة بهدفٍ نظيفٍ في الخرج، ثمّ خسر في الجولة المواليّة على ميدانه أمام نادي هجر، وعاد لسيقط في الجولة التاسعة عشر أمامَ الطائي على ملعب الأمير عبد العزيز بن مساعد في مدينةِ حائل. أوقفَ العدالة سلسلة خساراتهِ هذه بتعادلٍ في الجولة العشرين أمام نادي العروبة بهدفٍ لمثله في الأحساء.
كان منتصف موسم العدالة سيئًا مقارنة ببدايتهِ، ففي 10 مبارياتٍ لعبها لم يُحقّق العدالة سوى انتصارينِ وتعادل في ثلاث مباريات لكنّه خسر خمس مبارياتٍ كاملةٍ وهو ما جعله يتقهقر لمنصف الترتيب بعدما حصدَ 8 نقاطٍ فقط من أصلِ 30 ممكنة.
نهاية الموسم
لم يشفع للعدالة تعادله في الجولة العشرين، فسُرعان ما عاد لدوّامة النتائج السلبيّة بهزيمةٍ في الجولة الحادية والعشرين أمام الجيل، ثم هزيمة أخرى هي الثانيّة على التوالي والخامسة في آخر ستّ مباريات لعبها العدالة في الدوري وكانت أمام نادي الرياض الأحساء وهو الذي تعادل معهُ ذهابًا على أرضيّة ملعبه. تدارك العدالة الأمر ولو نسبيًا في الجولتين الثالثة والعشرين والرابعة والعشرين حينما تعادل 1 – 1 مع كل من حطين وضمك على التوالي.
هُزم العدالة في المدينة المنورة في الجولة الخامسة والعشرين بـ 2 – 0 أمام الأنصار، ثم انتصر على نادي الربيع في الجولة السادسة والعشرين وهو الانتصار الأول للفريق منذ التاسع من شباط/فبراير 2011. سقطَ العدالة في الجولة السابعة والعشرين أمام الخليج بثنائيّة نظيفة عقّدت من ترتيبه في الدوري.
في آخر ثلاث جولات، وبعد السلسلة الطويلة من النتائج السلبيّة والمُخيِّبة للآمال والتي جعلتهُ يحتلُّ مركزًا متأخرًا جدًا في ترتيبِ الدوري. حاول العدالة الهروب من المراكز الأخيرة فانتصر على أبها في الجولة الثامنة والعشرين، لكنّه سقط في الجولة المواليّة أمام نادي الربيع بثلاثة أهداف مقابل واحد. كانت مباراة الجولة الأخيرة مباراة حاسمة للعدالة فالهزيمةُ فيها تعني السقوط رسميًا إلى دوري الدرجة الثانيّة وبقاء نادي الشعلة. كانت المباراة تحصيل حاصلٍ بالنسبة لنادي النجمة الذي تأكّد سقوطه لدوري الدرجة الثانيّة من قبل، لكنّه قدم مباراةً قويةً نجحَ فيها في سحقِ العدالة بـ 3 – 1 خادمًا الشعلة الذي ضمنَ البقاء في دوري الدرجة الأولى لموسمٍ إضافيّ.
في آخر 10 جولاتٍ له في الدوري، حقّق العدالة انتصارين فقط وتعادل في ثلاث بينما خسر خمس مباريات وهي نفس الإحصائيّة التي خرج بها في المباريات العشر التي خاضها في منتصف الموسم. تمكّن العدالة إذن من حصدِ 32 نقطة فقط؛ وهو ما جعله يحتلَّ المركز الرابع عشر وبالتالي مغادرة دوري الدرجة الأولى نحو الثانيّة.

### قائمة المباريات
هذه قائمةٌ بمباريات نادي العدالة في موسمهِ الكرويّ 2010–11 في دوري الدرجة الأولى السعودي:
| 23 سبتمبر 2010 1 | العدالة | 0 – 0 | أحد | الأحساء                              |
| 13:00            |         |       |     | الملعب: ملعب الأمير عبد الله بن جلوي |

| 30 سبتمبر 2010 2 | الوطني | 1 – 1 | الأحساء | تبوك                                  |
| 11:35            |        |       |         | الملعب: ملعب الملك خالد بن عبد العزيز |

| 14 أكتوبر 2010 3 | العدالة | 1 – 0 | الشعلة | الأحساء                              |
| 13:00            |         |       |        | الملعب: ملعب الأمير عبد الله بن جلوي |

| 28 أكتوبر 2010 4 | هجر | 1 – 0 | العدالة | الأحساء                              |
| 13:00            |     |       |         | الملعب: ملعب الأمير عبد الله بن جلوي |

| 05 نوفمبر 2010 5 | العدالة | 1 – 1 | الطائي | الأحساء                              |
| 13:00            |         |       |        | الملعب: ملعب الأمير عبد الله بن جلوي |

| 24 نوفمبر 2010 6 | العروبة | 2 – 2 | العدالة | سكاكا                     |
| 13:00            |         |       |         | الملعب: ملعب نادي العروبة |

| 03 ديسمبر 2010 7 | العدالة | 2 – 0 | الجيل | الأحساء                              |
| 13:00            |         |       |       | الملعب: ملعب الأمير عبد الله بن جلوي |

| 08 ديسمبر 2010 8 | الرياض | 2 – 2 | العدالة | الرياض                                  |
| 13:00            |        |       |         | الملعب: استاد الأمير تركي بن عبد العزيز |

| 16 ديسمبر 2010 9 | العدالة | 2 – 0 | حطين | الأحساء                              |
| 13:00            |         |       |      | الملعب: ملعب الأمير عبد الله بن جلوي |

| 22 ديسمبر 2010 10 | ضمك | 2 – 2 | العدالة | خميس مشيط                                         |
| 13:00             |     |       |         | الملعب: مدينة الأمير سلطان بن عبد العزيز الرياضية |

| 31 ديسمبر 2010 11 | العدالة | 0 – 0 | الأنصار | الأحساء                              |
| 13:00             |         |       |         | الملعب: ملعب الأمير عبد الله بن جلوي |

| 06 يناير 2011 12 | العدالة | 0 – 1 | الخليج | الأحساء                              |
| 13:00            |         |       |        | الملعب: ملعب الأمير عبد الله بن جلوي |

| 13 يناير 2011 13 | أبها | 3 – 1 | العدالة | أبها                             |
| 13:00            |      |       |         | الملعب: ملعب سلطان بن عبد العزيز |

| 27 يناير 2011 14 | النجمة | 1 – 1 | العدالة | عنيزة                    |
| 13:00            |        |       |         | الملعب: ملعب نادي النجمة |

| 04 فبراير 2011 15 | أحد | 1 – 3 | العدالة | المدينة المنورة                        |
| 13:00             |     |       |         | الملعب: ملعب الأمير محمد بن عبد العزيز |

| 09 فبراير 2011 16 | العدالة | 3 – 1 | الوطني | الأحساء                              |
| 13:00             |         |       |        | الملعب: ملعب الأمير عبد الله بن جلوي |

| 16 فبراير 2011 17 | الشعلة | 1 – 0 | العدالة | الخرج                    |
| 13:00             |        |       |         | الملعب: ملعب نادي الشعلة |

| 24 فبراير 2011 18 | العدالة | 0 – 3 | هجر | الأحساء                              |
| 13:00             |         |       |     | الملعب: ملعب الأمير عبد الله بن جلوي |

| 04 مارس 2011 19 | الطائي | 1 – 0 | العدالة | حائل                                    |
| 13:00           |        |       |         | الملعب: ملعب الأمير عبد العزيز بن مساعد |

| 09 مارس 2011 20 | العدالة | 1 – 1 | العروبة | الأحساء                              |
| 13:00           |         |       |         | الملعب: ملعب الأمير عبد الله بن جلوي |

| 17 مارس 2011 21 | الجيل | 1 – 0 | العدالة | الأحساء                              |
| 13:00           |       |       |         | الملعب: ملعب الأمير عبد الله بن جلوي |

| 25 مارس 2011 22 | العدالة | 1 – 2 | الرياض | الأحساء                              |
| 13:00           |         |       |        | الملعب: ملعب الأمير عبد الله بن جلوي |

| 31 مارس 2011 23 | حطين | 1 – 1 | العدالة | جازان                             |
| 13:00           |      |       |         | الملعب: مدينة الملك فيصل الرياضية |

| 07 أبريل 2011 24 | العدالة | 1 – 1 | ضمك | الأحساء                              |
| 13:00            |         |       |     | الملعب: ملعب الأمير عبد الله بن جلوي |

| 13 أبريل 2011 25 | الأنصار | 2 – 0 | العدالة | المدينة المنورة                                  |
| 13:00            |         |       |         | الملعب: مدينة الأمير محمد بن عبد العزيز الرياضية |

| 18 أبريل 2011 26 | العدالة | 1 – 0 | الربيع | الأحساء                              |
| 13:00            |         |       |        | الملعب: ملعب الأمير عبد الله بن جلوي |

| 22 أبريل 2011 27 | الخليج | 2 – 0 | العدالة | سيهات                    |
| 13:00            |        |       |         | الملعب: ملعب نادي الخليج |

| 28 أبريل 2011 28 | العدالة | 2 – 1 | أبها | الأحساء                              |
| 13:00            |         |       |      | الملعب: ملعب الأمير عبد الله بن جلوي |

| 05 مايو 2011 29 | الربيع | 3 – 1 | العدالة | جدة                                   |
| 13:00           |        |       |         | الملعب: مدينة الملك عبد الله الرياضية |

| 11 مايو 2011 30 | العدالة | 1 – 3 | النجمة | الأحساء                              |
| 13:00           |         |       |        | الملعب: ملعب الأمير عبد الله بن جلوي |

### إحصائيات
- سجّل العدالة 33 هدفًا (بمعدل 1.1 في كلّ مباراة) بينما تلقّت شباكه 41 هدفًا (بمعدل 1.36 في كل مباراة).
  - سجّل العدالة 19 هدفًا في المباريات التي خاضها على أرضيّة ملعبه بينما تلقَّى 17 هدفًا.
  - سجّل العدالة 14 هدفًا خارج دياره وتلقَّى في مقابل ذلك 24 هدفًا.
- خسر العدالة ثلاث مباريات على التوالي، من الجولة السابعة عشر حتى الجولة التاسعة عشر.
  - حقَّقَ العدالة انتصارين على التوالي، في الجولتين الخامسة والسادسة عشر.
- أكبر انتصارٍ حقّقه نادي العدالة في الموسم الكرويّ 2010–11 كان على حسابِ نادي أحد بثلاثة أهداف مقابل واحد في الجولة الخامسة عشر من الدوري، كما فاز بنفس النتيجة في الجولة السادسة عشر على حِساب الوطني.
  - أكبر خسارة تعرّض لها العدالة في الدوري كانت في الجولة الثامنة عشر حينما هُزم على يدِ هجر بثلاثيّة نظيفة.